# Stictochironomus
Stictochironomus is een muggengeslacht uit de familie van de Dansmuggen (Chironomidae).

## Soorten
- S. albicrus (Townes, 1945)
- S. annulicrus (Townes, 1945)
- S. crassiforceps (Kieffer, 1921)
- S. devinctus (Say, 1829)
- S. flavicingula (Walker, 1848)
- S. lutosus (Townes, 1945)
- S. maculipennis (Meigen, 1818)
- S. marmoreus (Townes, 1945)
- S. naevus (Mitchell, 1908)
- S. palliatus (Coquillett, 1902)
- S. pictulus (Meigen, 1830)
- S. quagga (Townes, 1945)
- S. rosenschoeldi (Zetterstedt, 1838)
- S. stictica (Fabricius, 1781)
- S. sticticus (Fabricius, 1781)
- S. unguiculatus (Malloch, 1934)
- S. varius (Townes, 1945)
- S. virgatus (Townes, 1945)